# MilkShape 3D

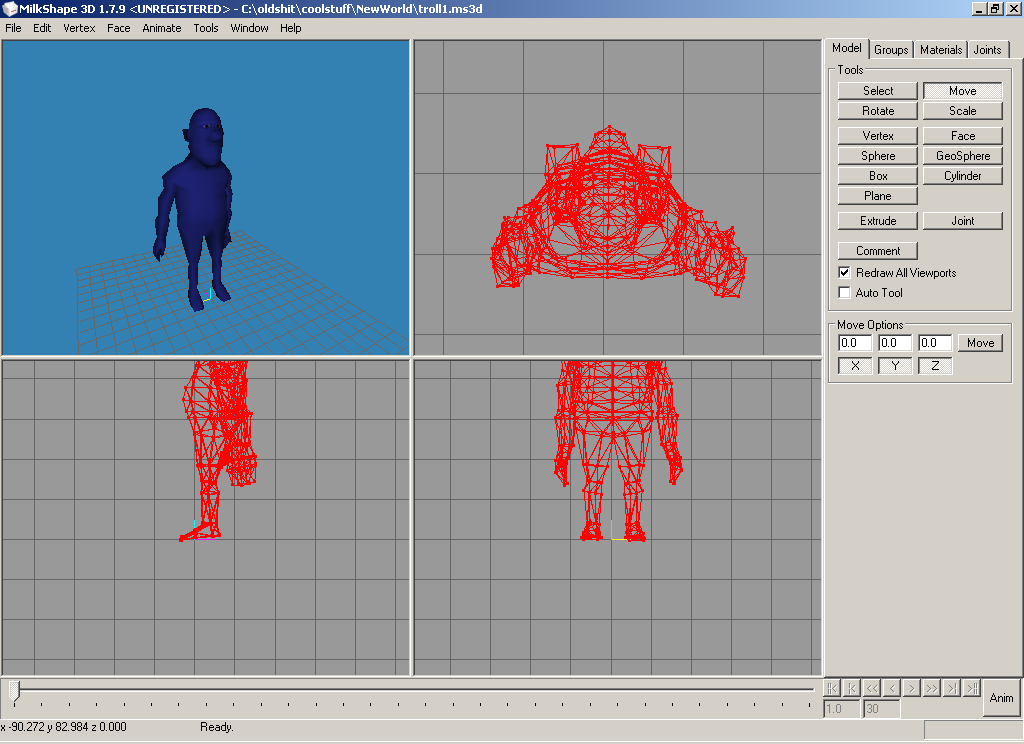
Captura de tela do MilkShape 3D

MilkShape 3D (MS3D) é um shareware de modelagem 3D com baixa contagem de polígonos, criado por Mete Ciragan. É utilizado principalmente para a elaboração de modelos para jogos eletrônicos, como Half-Life, Blockland, The Sims 2, The Sims 3, Rock Raiders, entre outros. O seu repertório de capacidades de exportação tem sido expandido consideravelmente, devido aos esforços do seu criador e a comunidade em torno dele; e ele é agora capaz de ser usado para a maioria dos jogos de hoje, tanto pelo tempo como por um exportador ao formato pretendido que está disponível.

## História
MilkShape 3D foi criado pela chUmbaLum sOft, uma pequena empresa de software, em Zurique, na Suíça, que foi criada no outono de 1996. A chUmbaLum desenvolve ferramentas 3D para jogos e outras aplicações. MilkShape 3D foi criado originalmente como um programa de modelagem lowpoly para o motor de jogo GoldSrc. Com o tempo, muitos recursos foram adicionados, assim como formatos de exportação. Embora não tão avançado como outros importantes programas de modelação 3D, permanece eficaz para o usuário, pois ele é simples, gratuito e eficaz.

## Recursos
MilkShape 3D tem todas as operações básicas, como selecionar, mover, rotacionar, escalar, extrusão, vire a borda, subdividir-se, entre muitas outras. MilkShape 3D também permite a edição de nível baixo com a ferramenta de face e vértice. Standard e extended primitivos, tais como esferas, caixas e cilindros, estão disponíveis. Milkshape 3D pode exportar para mais de 70 formatos de arquivo.
MilkShape 3D é um "esqueleto animador". Bem como apoia o seu próprio formato de arquivo, também é capaz de exportar para transformar o alvo de animação, como os do modelo de formato Terremoto; ou a exportar para animações esqueléticas, como Half-Life, Genesis3D, Unreal, entre outros. O número de tipos de ficheiro que o programa pode oferecer como suporte a recursos de todos os principais motores 3D de jogo, incluindo Fonte, Irreal, idTech e LithTech. Tornou-se conhecido como um útil conversor de um formato para outro.

## Controvérsias
Versões do MilkShape 3D antes da Beta 1.8.1 supostamente continham código que levou a si próprio ao encerramento, se detectou alguns outros programas em execução no computador, tais como o monitor de registo. Versões mais velhas do que 1.6.5 (abril de 2003) iriam tão longe a ponto de encerrar o programa problemático e evitar que este seja executado novamente enquanto MilkShape 3D ainda estava executando. Este comportamento foi removido logo depois de ter sido descoberto. Aparentemente, este foi para impedir que os usuários pudessem descobrir como editar o registro do Windows para cometer software cracking e usar o MilkShape 3D sem pagar por isso. No entanto, não houve nenhum Contrato de Licença de Usuário Final, até a versão 1.8.1, que autorizou o programa a fazer isso. Alguns usuários têm, portanto, acusado o MilkShape 3D de ser um spyware; e têm boicotado-o como consequência. Estas questões foram resolvidas, desde a versão 1.8.1 Beta 2 (maio de 2007).